# 티머시 피커링
티머시 피커링(Timothy Pickering, 1745년 7월 17일 ~ 1829년 1월 29일)은 매사추세츠에서 여러 활동을 한 미국의 정치인이다. 가장 유명한 경력으로는 1795년부터 1800년까지 조지 워싱턴과 존 애덤스 행정부 하에서 국무 장관을 역임한 것이다.
피커링은 이전에 미국 독립 혁명기에는 매사추세츠 민병대와 대륙군에서 복무를 했다. 그는 종종 친영국적 태도를 보여왔으며, 그의 정치 경력 중에는 친영국적인 정책을 밀어부쳤다. 피커링은 나폴레옹 전쟁 동안 영국을 가리켜 ‘세계의 마지막 희망 – 영국의 굳건하게 닻을 내린 섬’이라고 설명했다. 그는 이후 하트퍼드 회의에 참가를 하였으며, 다른 많은 연방주의자들과 함께 1812년 전쟁을 반대했다.

## 어린 시절
매사추세츠 세일럼에서 디콘 티머시와 메어리 윈게이트 피커링 부부 사이에서 태어났다. 9 형제 중 하나로 매사추세츠주 하원 의장을 지낸 존 피커링의 동생이었다. 피커링은 세일럼의 학교를 가서 1763년에 하버드 대학을 졸업했다. 세일럼의 목사 윌리엄 벤틀리는 피커링에 대해 "어린 시절부터 마을 사람들로부터 말썽쟁이에 고집쟁이다"고 언급하고 있다.
하버드를 졸업한 후 피커링은 세일럼으로 돌아와 마을 위원장 및 에식스 카운티의 등기관인 존 히긴슨의 아래에서 일하기 시작했다. 1768년에 매사추세츠의 법조계에 인정 받아 1774년에는 히긴슨의 뒤를 이어 등기관이 되었다. 그후 세일럼의 대표로 매사추세츠주 의회에 선임되어 에식스 카운티 법원 판사가 된다. 1776년 4월 8일, 그는 세일럼 출신의 레베카 화이트와 결혼했다.
1766년 1월, 피커링은 에식스 군 민병대의 중위에 임명되었다가 3년 후에는 대위로 승진한다. 1769년에 에식스 가제트에 병사 훈련 기술을 실었다. 이것들을 정리해 1775년 "An Easy Plan for a Militia"로 간행했다. 이 책은 폰 슈토이벤 남작의 《미국 군대의 규율과 통제에 관한 규칙》으로 대체될 때까지 대륙군의 교본으로 사용되었다.

## 권력 부상
미국 독립 전쟁이 끝난 후에, 피커링은 여러 차례 돈을 벌려고 시도를 했지만, 실패했다. 1783년, 새뮤얼 허지든과 사업적 파트너를 맺었지만 2년 후 실패로 돌아갔다. 1786년, 펜실베이니아 와이오밍 계곡으로 이사를 가서 루제른 군에서 여러 공직을 맡았다. 그 지역에 사는 코네티컷 주민들을 기소하려 했을 때 피커링은 19일 동안 인질로 잡혔다. 1787년, 미국 헌법 비준을 검토하기 위해 개최된 펜실베이니아 회의에 참여했다.

## 같이 보기
- 미국-프랑스 관계
- 연방당

## 역대 선거 결과
| 선거명      | 직책명                          | 대수 | 정당   | 1차 득표율 | 1차 득표수 | 2차 득표율 | 2차 득표수 | 3차 득표율 | 3차 득표수 | 결과 | 당락                        |
| ----------- | ------------------------------- | ---- | ------ | ---------- | ---------- | ---------- | ---------- | ---------- | ---------- | ---- | --------------------------- |
| 1802년 선거 | 하원의원 (매사추세츠 제2선거구) | 8대  | 연방당 | 48.07%     | 1,296표    |            |            |            |            | 2위  | 낙선                        |
| 1803년 선거 | 상원의원 (매사추세츠 제1부)     | 8대  | 연방당 | 30.74%     | 79표       |            |            |            |            | 2위  | 낙선                        |
| 1803년 선거 | 상원의원 (매사추세츠 제2부)     | 8대  | 연방당 | 100.00%    | 1표        |            |            |            |            | 1위  | 매사추세츠주 상원의원 당선  |
| 1804년 선거 | 상원의원 (매사추세츠 제2부)     | 9대  | 연방당 | 100.00%    | 1표        |            |            |            |            | 1위  | 매사추세츠주 상원의원 당선  |
| 1812년 선거 | 하원의원 (메사추세츠 제3선거구) | 13대 | 연방당 | 95.62%     | 2,249표    |            |            |            |            | 1위  | 메사추세츠 주 하원의원 당선 |
| 1814년 선거 | 하원의원 (메사추세츠 제2선거구) | 14대 | 연방당 | 89.24%     | 1,261표    |            |            |            |            | 1위  | 메사추세츠 주 하원의원 당선 |
| 1818년 선거 | 하원의원 (메사추세츠 제2선거구) | 16대 | 연방당 | 34.48%     | 350표      |            |            |            |            | 2위  | 낙선                        |
| 1821년 선거 | 하원의원 (메사추세츠 제2선거구) | 17대 | 연방당 |            |            |            |            | 44.73%     | 1,116표    | 2위  | 낙선                        |